# 萊克賽德 (阿肯色州)
萊克賽德（英語：Lakeside）是位於美國阿肯色州薩林縣的一個非建制地區。該地的面積和人口皆未知。

## 地理
萊克賽德的座標為34°32′12″N 92°15′56″W / 34.53667°N 92.26556°W，而該地的平均海拔高度為米（即英尺）。